# Ángel Cayetano
Ángel Gabriel Cayetano Pírez (Melo, 8 gennaio 1991) è un calciatore uruguaiano, centrocampista del Plaza Colonia.

## Carriera

### Club
Cayetano cominciò la carriera professionistica con la maglia del Danubio. Esordì nella Primera División in data 6 marzo 2011, subentrando a Pablo Míguez nella vittoria per 3-2 sul Liverpool.

### Nazionale
Fece parte delle spedizioni che parteciparono al Sudamericano Sub-20 2011 e al Mondiale Under-20 dello stesso anno.